# Friedrich Carl von Schenck zu Schweinsberg
Friedrich Carl Johann Freiherr von Schenck zu Schweinsberg (* 10. September 1815 in Rülfenrod (Vogelsbergkreis); † 21. Juli 1866 ebenda) war ein deutscher Gutsbesitzer, Offizier in der Hessen-kasselschen Armee und Mitglied der Zweiten Kammer der Landstände des Großherzogtums Hessen in Darmstadt.

## Leben

### Herkunft und Familie
Friedrich Carl von Schenck zu Schweinberg entstammte dem hessischen Uradelsgeschlecht Schenck zu Schweinsberg, aus dem zahlreiche namhafte Persönlichkeiten hervorgegangen sind. Er war der Sohn des Landwehrmajors Johann Philipp Schenck zu Schweinsberg (1791–1839) und dessen Ehefrau Maria Caroline Höpfner (1790–1878).
Er war verheiratet mit Caroline Henriette Eleonroe Seipp (1817–1890).

### Wirken
Friedrich war in seinem Heimatort Gutsbesitzer und in der Hessen-kasselschen Armee Kadettenkorporal im 1. Infanterie-Regiment. 1836 wurde er Secondeleutnant im 1. Garde-Regiment-Chevaulegers und blieb bis zu seiner Entlassung im Jahre 1839 als Rittmeister im Dienste der Armee. 1862 erhielt er seine Ernennung zum Major.
Vom 18. Mai 1857 bis 1862 war er gewählter Abgeordneter des grundherrlichen Adels in den Landständen des Großherzogtums Hessen. Er war hier Mitglied der Zweiten Kammer, die aus gewählten Vertretern der Bevölkerung bestand. Die Mitglieder der Ersten Kammer hingegen waren institutionelle Vertreter, Vertreter des erblichen Adels sowie von der Regierung auf Lebenszeit Ernannte.

### Sonstiges
Die Familie Schenck zu Schweinsberg war im Heiligen Römischen Reich im Besitz des Patrimonialgerichts Rülfenrod. Mit einem Übereinkommen aus dem Jahre 1822 zwischen dem Großherzogtum und den Schencken zu Schweinsberg gingen die Kompetenzen an den Staat.